# ممكلة كاراجو
كانت مملكة كاراجو ( باللغة السواحلية،Ufalme wa Karagwe) دولة بانتوية تاريخية في ولاية كاراجو الحالية في إقليم كاجيرا في شمال غرب تنزانيا، بين رواندا وبحيرة فيكتوريا. كانت مملكة كاراجو مؤثرة في شرق إفريقيا يحكمها ملوك وراثيون يُقال إنهم من نسل باتشويزي. وبحلول نهاية القرن العشرين، ازدهرت التجارة مع التجار من جميع أنحاء شرق إفريقيا، وخاصة عرب الذين يتاجرون بالعبيد. كانت بويرانيانج بمثابة عاصمة مملكة كاراجو.